# Bonka Pindzeva
Bonka Pindzeva, född den 12 oktober 1970 i Plovdiv, Bulgarien, är en bulgarisk före detta kanotist.
Hon tog bland annat VM-silver i K-2 500 meter i samband med sprintvärldsmästerskapen i kanotsport 2003 i Gainesville, Georgia.